# Indaiatuba
Indaiatuba, amtlich portugiesisch Município de Indaiatuba, ist eine Gemeinde im Landesinneren des brasilianischen Bundesstaates São Paulo. Sie ist Teil der Metropolregion Campinas. Die Bevölkerung wurde zum 1. Juli 2021 auf 260.690 Einwohner geschätzt, die Indaiatubanoer (indaiatubanos) genannt werden und auf einer Gemeindefläche von rund 311,5 km² leben.

## Namensherkunft
Die Stadt hat ihren Namen von Indaiá. In der Sprache der Ureinwohner der Region (Tupí-Guaraní) bezeichnet Indaiá (aus inaîá) die Palmenart Attalea dubia. Das Wort tuba (aus  tyba) deutet in dieser Sprache an, dass die Attalea dubia an diesem Ort sehr häufig vorkommt.

## Lage
Die Stadt liegt auf 47° 13' West und 23° 05' Süd, in der RMC (Região Metropolitana de Campinas) in einer Entfernung von 40 Kilometern zu Campinas und 90 Kilometern zur Stadt São Paulo.
Angrenzende Gemeinden sind im Norden Monte Mor und Campinas, im Osten Itupeva, im Westen Elias Fausto, im Süden Itu, Salto und Cabreúva.

## Wirtschaft
In der Stadt haben große Automobilunternehmen, wie Toyota, General Motors und Honda Fertigungsstätten. Daneben gibt es Niederlassungen von anderen internationalen Firmen, wie Unilever, Kion Group, sowie der deutschen GPM Geräte- und Pumpenbau GmbH.

## Kultur und Sehenswürdigkeiten
Der Parque Ecológico (deutsch: Ökologischer Park) bietet neben Rad- und Wanderwegen einen integrierten Themenpark (Parque Temático). Ferner gibt es in der Stadt ein Eisenbahnmuseum, das neben einer Lokomotive aus dem 19. Jahrhundert auch eine Modelleisenbahn der Spur H0 ausstellt.

## Persönlichkeiten
- Constantino Amstalden (1920–1997), Bischof von São Carlos
- Laércio José Milani (1931–1985), Fußballspieler